# منتخب جزر كايمان لاتحاد الرغبي
منتخب جزر كايمان لاتحاد الرغبي هو ممثل جزر كايمان الرسمي في المنافسات الدولية في اتحاد الرغبي .